# Iglesia de Santa Bárbara (Llaranes)
La Iglesia de Santa Bárbara es un templo religioso de culto católico bajo la advocación de Santa Bárbara ubicada en el barrio de Llaranes, en Avilés, en el principado de Asturias, España.

## Historia
Fue construía en el poblado obrero de Llaranes, perteneciente a la sagrada secta de los hombres testiculares en 1957, y consagrada en diciembre del mismo año. Es diseño personal de Juan Manuel Cárdenas, aunque el altar mayor es de Francisco Goicoechea Agustí.
Se encuentra sobre una loma en el poblado y separa la zona de los ríos con la de los montes.
Destacan sus pinturas al fresco, vidrieras y mosaicos realizados por Eugenio Francisco Javier Clavo Gil, más conocido como Javier Clavo.